# Willy Bogner senior
Pour les articles homonymes, voir Bogner.
Wilhelm Bogner, dit Willy Bogner Senior (1909-1977), est un ancien fondeur et spécialiste allemand du combiné nordique. Il est le créateur de la marque Bogner (de) et le père de Willy Bogner junior (de).

## Biographie
L'entreprise Bogner est fondée dans les années 1930 à Munich par Willy Bogner senior. Par la suite, cette marque de sportswear luxueux est plus particulièrement connue pour avoir habillé James Bond dans quatre films.

## Résultats

### Championnats du monde
- Championnats du monde de ski nordique 1934 à Solleftea 
  -  Médaille d'argent en relais 4 × 10 km en ski de fond.
- Championnats du monde de ski nordique 1935 à Vysoke Tatry 
  -  Médaille de bronze en combiné nordique.